# 16 رمضان
- السبت
- الأحد
- الاثنين
- الثلاثاء
- الأربعاء
- الخميس
- الجمعة

- 11 مارس 2025
- 22 مارس 2025
- 33 مارس 2025
- 44 مارس 2025
- 55 مارس 2025
- 66 مارس 2025
- 77 مارس 2025
- 88 مارس 2025
- 99 مارس 2025
- 1010 مارس 2025
- 1111 مارس 2025
- 1212 مارس 2025
- 1313 مارس 2025
- 1414 مارس 2025
- 1515 مارس 2025
- 1616 مارس 2025
- 1717 مارس 2025
- 1818 مارس 2025
- 1919 مارس 2025
- 2020 مارس 2025
- 2121 مارس 2025
- 2222 مارس 2025
- 2323 مارس 2025
- 2424 مارس 2025
- 2525 مارس 2025
- 2626 مارس 2025
- 2727 مارس 2025
- 2828 مارس 2025
- 2929 مارس 2025
- 130 مارس 2025
- 231 مارس 2025
- 31 أبريل 2025
- 42 أبريل 2025
- 53 أبريل 2025
- 64 أبريل 2025

16 رمضان أو 16 رمضان المُبارك أو يوم 16 \ 9 (اليوم السادس عشر من الشهر التاسع) هو اليوم الثاني والخمسون بعد المائتين (252) من أيَّام السنة (أو الثالث والخمسون بعد المائتين لو كان شهر شعبان مُتممًا لليوم الثلاثين أو الرابع والخمسون بعد المائتين لو أتم كلًا من صفر وربيع الآخر وجمادى الآخرة وشعبان ثلاثين يومًا) وفق التقويم الهجري القمري (العربي). يبقى بعده 102 أو 103 أيَّام لانتهاء السنة.

## أحداث
- 2هـ - وصول الرسول محمد وجيش المسلمين إلى بدر، وإذا بقريش قد سبقوهم إليها، وقد نزلوا بالعدوة القصوى من المدينة، وهو الجانب الجنوبي من بدر، فنزل النبي وأصحابه بالعدوة الدنيا من المدينة، وهو الجانب الشمالي من بدر، استعدادًا للموقعة الحاسمة بين الطرفين.
- 385هـ - الفاطميون ينادون في القاهرة لكل من كان من أهل السلاح أن يخرج ليأخذ الرزق الكثير، وذلك لحشد العساكر لحراسة النواحي البعيدة من الشام بعد أن تفاقم تهديد الروم البيزنطيين للبلاد الشامية.
- 394هـ - الخليفة الفاطمي الحاكم بأمر الله يأمر بعزل القاضي الحسين بن النعمان بعد أن تضايق من علو نفوذه واستكباره، ويولّي مكانه في القضاء عبد العزيز بن النعمان الذي نزل في موكب عظيم إلى جامع عمرو بن العاص.
- 409هـ - المسلمون في كشمير يصومون لأول مرة، وذلك بعد أن زحف القائد محمود بن سُبُكْتِكِيْن الغزنوي إلى تلك البلاد لفتحها، وعند وصوله إلى حدود الولاية، خرج إليه حاكمها، فرحب به وأسلم على أيديهم من دون قتال، وصام هو وشعبه ما تبقى من رمضان.
- 1061هـ -
  - اغتيال السلطانة كوسم مهبيكر، إحدى أشهر النساء في التاريخ العثماني عن عمر يناهز 62 عامًا دون تحديد هوية القاتل على وجه الدقة، مع الاشتباه بمحظية السلطان أحمد الأخرى خديجة طرخان سلطان، وقد دفنت بجانب قبر زوجها.
  - خديجة طرخان تتولى نيابة السلطنة في الدولة العثمانية، نيابة عن ابنها الصغير محمد الرابع، وهي من أصل أوكراني، وكان عمرها آنذاك 24 عامًا، واستمرت نيابتها حوالي 5 سنوات، عندما صعد محمد باشا الكوبريللي إلى الصدارة العظمى.
- 1213هـ - مطاردة نابليون بونابرت للمماليك في العريش ثم اندحاره أمام عكا.
- 1325هـ - الإعلان عن تأسيس الحزب الوطني المصري برئاسة مصطفى كامل.
- 1352هـ - ليبيا تصبح مستعمرة إيطالية.
- 1382هـ - إعدام رئيس وزراء العراق عبد الكريم قاسم بعد يوم من الإطاحة به وإجراء محاكمة سريعة له.
- 1395هـ - صدور مرسوم ملكي بتأسيس الهيئة الملكية للجبيل وينبع والتي تعنى بالتطوير الصناعي في المدينتين.
- 1396هـ - انضمام فلسطين إلى جامعة الدول العربية بعد الموافقة على اعتبار منظمة التحرير الفلسطينية ممثلًا شرعيًا للشعب الفلسطيني.
- 1437هـ - محكمة القضاء الإداري المصريَّة تقضي بِبُطلان تنازل الحُكومة المصريَّة عن جزيرة تيران لِصالح المملكة العربيَّة السُعوديَّة الذي تمَّ في قبل نحو شهرين تقريبًا.
- 1440هـ - فوز الروائيَّة العُمانيَّة جوخة الحارثي بجائزة مان بوكر الدولية عن روايتها «سيدات القمر» لِتُصبح بِذلك أوَّل شخصية عربيَّة تفوز بِالجائزة المذكورة.
- 1445هـ - بشيرو جمعة فاي يصبح رئيساً للسنغال بعد فوزه في الانتخابات الرئاسية.

## مواليد
- 1307هـ - حسنين محمد مخلوف، مفتي الديار المصرية.
- 1336هـ - صلاح نظمي، ممثل مصري.
- 1351هـ - كمال الجنزوري، رئيس وزراء مصر.
- 1352هـ - الأخضر الإبراهيمي، سياسي ودبلوماسي جزائري.
- 1357هـ - إدريس البصري، سياسي مغربي.
- 1362هـ - مخلص البحيري، ممثل مصري.
- 1365هـ - أحمد ماهر، ممثل مصري.
- 1376هـ - أحمد بن محمد اللويمي، طبيب بيطري وأكاديمي سعودي.
- 1385هـ - إيهاب توفيق، مغني مصري.
- 1398هـ -
  - ميساء مغربي، ممثلة مغربية.
  - قيس الخنجي، رجل أعمال عماني.

## وفيات
- 638 هـ - يوسف بن نفيس، شاعر عربي عراقي.
- 845هـ - أحمد بن علي المقريزي، مؤرخ مسلم.
- 955هـ - محمود بن عمر التنبكتي، فقيه وقاضي ومؤرخ سونغاوي.
- 1061هـ - كوسم مهبيكر، سلطانة أم وزوجة السلطان أحمد الأول.
- 1352هـ - مختار الدروبي، شاعر وتاجر سوري.
- 1382هـ - عبد الكريم قاسم، رئيس وزراء العراق.
- 1383هـ - محمد رضا المظفر، فقيه شيعي عراقي.
- 1421هـ - حسن الحائري الإحقاقي، إمام وفقيه شيعي.
- 1425هـ - مجرن الحمد، رياضي وسفير كويتي.
- 1432هـ - عبد الرحمن بن سعيد أحد روّاد الرياضة في السعودية ومؤسس نادي الهلال.

## وصلات خارجية
- موقع قصة الإسلام: حدث في شهر رمضان.